# フェルディナント・アルブレヒト1世 (ブラウンシュヴァイク＝ヴォルフェンビュッテル＝ベーヴェルン公)
フェルディナント・アルブレヒト1世（ドイツ語:Ferdinand Albrecht I., 1636年5月22日 - 1687年4月25日）は、ブラウンシュヴァイク＝リューネブルク公の1人で、ブラウンシュヴァイク＝ヴォルフェンビュッテル＝ベーヴェルン公（在位：1667年 - 1687年）。ヴォルフェンビュッテル侯アウグスト2世とその3番目の妻エリーザベト・ゾフィー・フォン・メクレンブルクの息子。ルドルフ・アウグストとアントン・ウルリヒの弟。ブラウンシュヴァイク＝ベーヴェルン家の始祖。

## 生涯
アウグスト2世の3男としてブラウンシュヴァイクに生まれた。1666年に父が死ぬと、ヴォルフェンビュッテル侯家の3兄弟はその遺産を分割相続したが、末息子のフェルディナント・アルブレヒトはベーヴェルンの宮殿といくつかの封建的な特権を分けられ、2人の異母兄、ルドルフ・アウグストとアントン・ウルリヒが共同で治めるヴォルフェンビュッテル侯領の支配権を有しない代わりに、一定の補償金を与えられることになった。
しかし、フェルディナント・アルブレヒト1世は年をとるにつれて奇矯な振る舞いが多くなり、弟の乱行を見かねた兄達がベーヴェルンの宮殿に軍隊を差し向けることもあったという。1687年の死後、同名の息子フェルディナント・アルブレヒト2世がベーヴェルン公の座を継いた。フェルディナント・アルブレヒト2世は1735年に跡取りのいなくなった本家のヴォルフェンビュッテル侯領を相続したが同年に急死、もう1人の息子エルンスト・フェルディナントがベーヴェルン公を、孫のカール1世がヴォルフェンビュッテル侯領を相続した。

## 子女
1667年、ヘッセン＝エシュヴェーゲ方伯フリードリヒの娘クリスティーネと結婚し、9人の子女をもうけた。
- レオポルト・カール（1670年、夭折）
- フリードリヒ・アルベルト（1672年 - 1673年、夭折）
- ゾフィー・エレオノーレ（1674年 - 1711年） - 修道女
- クラウディア・エレオノーレ（1675年 - 1676年、夭折）
- アウグスト・フェルディナント（1677年 - 1704年）
- フェルディナント・アルブレヒト2世（1680年 - 1735年）
- エルンスト・フェルディナント（1682年 - 1746年）
- フェルディナント・クリスティアン（1682年 - 1706年）
- ハインリヒ・フェルディナント（1684年 - 1706年）

| 爵位・家督 | 爵位・家督                                                                   | 爵位・家督                             |
| ---------- | ---------------------------------------------------------------------------- | -------------------------------------- |
| 先代 新設  | ブラウンシュヴァイク＝ヴォルフェンビュッテル＝ベーヴェルン公 1667年 - 1687年 | 次代 フェルディナント・アルブレヒト2世 |